# Stockholm Open 2018
Stockholm Open 2018 var den 50:e upplagan av Stockholm Open, en tennisturnering i Stockholm, Sverige. Turneringen var en del av 250 Series på ATP-touren 2018 och spelades inomhus på hard court i Kungliga tennishallen mellan den 15–21 oktober 2018.
Stefanos Tsitsipas vann singeltiteln efter att ha besegrat Ernests Gulbis i finalen. Luke Bambridge och Jonny O'Mara vann dubbeltiteln efter att ha besegrat Marcus Daniell och Wesley Koolhof i finalen.

## Mästare

### Singel
- Stefanos Tsitsipas besegrade  Ernests Gulbis, 6–4, 6–4

### Dubbel
- Luke Bambridge /  Jonny O'Mara besegrade  Marcus Daniell /  Wesley Koolhof, 7–5, 7–6(10–8)